# 中華白海豚資源中心
中華白海豚資源中心於1999年7月2日開幕。位於屯門龍鼓灘村村公所內，鄰近龍鼓灘天后廟，由綠色力量、中華電力有限公司和龍鼓灘村合辦，也是香港第一所中華白海豚資源中心，宗旨是提高公眾對海洋環境的保護意識，尤其對於像龍鼓灘那樣具特別科學、歷史及文化特色的地方。
中心經營了數年後關閉。